# Черебаевское сельское поселение
Черебаевское сельское поселение — муниципальное образование в Старополтавском районе Волгоградской области.
Административный центр поселения — село Черебаево.

## География
Сельское поселение находится на территории Прикаспийской низменности на границе двух областей — Волгоградской и Саратовской. В недрах земли, где расположено поселение,  преобладают осадочные горные породы, что  объясняет наличие нерудных полезных ископаемых. В качестве одного из ресурсов выступают каштановые и светло-каштановые почвы, однако в понижениях, на более увлажненных местах, сформировались лугово-каштановые почвы, присутствуют солончаки. Растительность северной части низменности представлена сухими бедноразнотравными типчаково-ковыльными и белополынно-ромашковыми растениями. Значительная площадь занята полупустынной растительностью.

## Климат
Климат резко континентальный. Многолетняя норма осадков — 387 мм. Наибольшее количество осадков выпадает в июне — 42 мм, наименьшее в марте — 21 мм. Средняя январская температура колеблется от -20,5°С до -9,5°С. Абсолютный минимум -30°С. Средняя температура июля колеблется от 23°С до 30°С. Абсолютный максимум 40°С.

## Животный мир
На территории Черебаевского сельского поселения состоит преимущественно из представителей степей и полупустынь. На территории обитают 60 видов млекопитающих, 17 видов пресмыкающихся, гнездится около 150 видов птиц и до 50 видов появляются во время миграции.
Млекопитающие представлены зайцем-русаком, волком, лисицей, барсуками, хорьками. Особенно богата область грызунами (32 вида). В протоках реки Волги обитают различные виды рыб: судак, сазан, сом, берш, окунь. Богата местность птицами: жаворонки, дрофы, стрепеты, серые куропатки, перепела, воробьи, синицы, славки, ласточки...

## Хозяйство
Прикаспийская низменность в сельскохозяйственном производстве ограниченно используется для возделывания зерновых культур. Но наиболее распространены бахчевые. Заливные луга в пойме Волги способствуют разведения овец и крупного рогатого скота.

## История
Село Черебаево основано в 1654 году.
«В 7162 [1654] году поведал мне в обители Преподобного Сергия человек, по имени Ермола Азанчеев, о чуде Преподобного чудотворца Сергия следующее. В недавние годы он вместе со старцем Боголепом был послан от нас вниз по реке Волге на монастырскую рыбную ловлю и случилось так, что старец послал его из города Тетюши на монастырский рыбный промысел более чем за 600 верст, в стан, называемый Черебаево, у конца Золотых гор; и отправил с ним на промысел денег пятьдесят рублей. Ермола, увидев проезжавших мимо стрельцов и иноземцев, сел на струг, доехал до рыбного стана и деньги довез.»

Село было расположено на территории бывшего Новоузенского уезда Самарской губернии. По документам 1794 года в Черебаево было в то время более 1000 дворов, Михайло-Архангельская церковь (1794—1918, 1886—1918).
После постройки Волжской ГЭС в 1957 году село Черебаево переселяют на новое место.В 1989 году в 2 километрах к северо-востоку от села открылось Белокаменное нефтегазовое месторождение.
В середине 90-х годов была построена установка по переработке сероводородсодержащего газа (УПСГ), что позволило снабжать добытым газом население близлежащих районов.
Черебаевское сельское поселение образовано 17 января 2005 года в соответствии с Законом Волгоградской области № 991-ОД.

## Население
| 2010 | 2012 | 2013 | 2014 | 2015 | 2016 | 2017 |
| ---- | ---- | ---- | ---- | ---- | ---- | ---- |
| 585  | ↘553 | ↘528 | ↘504 | ↘489 | ↘473 | ↘457 |
| 2018 | 2019 | 2020 | 2021 |      |      |      |
| →457 | ↘453 | ↘446 | ↘440 |      |      |      |

## Состав сельского поселения
| № | Населённый пункт | Тип населённого пункта       | Население |
| - | ---------------- | ---------------------------- | --------- |
| 1 | Черебаево        | село, административный центр | ↘440      |

## Власть
Структуру органов местного самоуправления Черебаевского сельского поселения Старополтавского муниципального района составляют:
- Представительный орган Черебаевского сельского поселения — состоит из 7 депутатов
- Глава Черебаевского сельского поселения — Порядный М. Д..
- Администрация Черебаевского сельского поселения

Официальный сайт администрации: cherebaevo.ru

## Достопримечательности
На территории поселения расположена «братская могила бойцов 25-й Чапаевской дивизии, погибших в борьбе за власть советов», являющаяся памятником истории местного значения.
На территории поселения имеются археологические памятники, представленные преимущественно курганными группами, одиночными насыпями и древними поселениями.

## Образование
- Черебаевская основная общеобразовательная школа.